# Markovo Polje
Markovo Polje is een plaats in de gemeente Zagreb in de Kroatische provincie Stad Zagreb. De plaats telt 1.291 inwoners (2001).